# Valentin Bauer (Basketballspieler)
Valentin Christoph A. Bauer (* 13. April 1994 in Wien) ist ein ehemaliger österreichischer Basketballspieler.

## Laufbahn
Bauer schaffte beim BK Klosterneuburg den Sprung von der Jugendabteilung in den Profikader, 2012 wurde er mit der Mannschaft österreichischer Meister, im Jahr darauf Pokal- und Supercupsieger.
Der Spielmacher trat 2013 ein Studium in den Vereinigten Staaten an, welches vier Jahre dauerte. In dieser Zeit spielte er auch Basketball für die jeweilige Hochschulmannschaften: In der Saison am Cuesta College im Bundesstaat Kalifornien, von 2014 bis 2017 dann an der Mars Hill University in North Carolina. Die statistisch beste Saison seiner USA-Zeit legte Bauer 2016/17 hin, als er in 27 Spielen für Mars Hill (zweite NCAA-Division) im Durchschnitt 8,3 Punkte, 5,0 Korbvorlagen sowie 3,3 Rebounds je Begegnung erzielte.
Im Sommer 2017 kehrte er zum BK Klosterneuburg in die Bundesliga zurück. Bauer gewann im Jänner 2025 mit der Mannschaft den österreichischen Pokalbewerb. Am Ende der Saison 2024/25 gab er nach insgesamt 303 Bundesligaspielen, in denen er 2158 Punkte erzielt hatte, seinen Rückzug aus dem Leistungsbasketball bekannt.

### Nationalmannschaft
Mit den österreichischen U16-, U18- und U20-Nationalmannschaften nahm er B-Europameisterschaften teil, bei der U16 B-EM im Sommer 2010 war er mit 14,1 Punkten pro Spiel zweitbester Werfer der österreichischen Auswahl, ebenso bei der U18-B-EM 2012, als er im Schnitt 11,5 Punkte erzielte. Bei der U20-B-EM im Sommer 2014 führte er Österreich mit 10,5 Punkten je Partie an.
Im Sommer 2017 wurde er erstmals in die A-Nationalmannschaft bestellt.